# ロック・セラピー
『ロック・セラピー』 (ROCK THERAPY) とはアメリカのロカビリーバンド、ストレイ・キャッツが1986年にリリースした4thアルバム。

## 解説
1985年に解散を表明していたストレイ・キャッツがEMIとの契約上の問題で制作したカバー曲中心のアルバム。オリジナル楽曲「ブロークン・マン」ではブライアンがバンジョーの腕前を披露している。

## 収録曲
1. ロック・セラピー - Rock Therapy
2. レックレス - Reckless
3. 悪魔とレース - Race with the Devil
4. 愛を求めて - Looking for Someone to Love
5. 泣きたい気持ち - I Wanna Cry
6. アイム・ア・ロッカー - I'm a Rocker
7. ビューティフル・ディライラ - Beautiful Delilah
8. ワン・ハンド・ルーズ - One Hand Loose
9. ブロークン・マン - Broken Man
10. チェンジ・オブ・ハート - Change of Heart